# Discours de Constantine
Les discours de Constantine désignent plusieurs discours politiques effectués à Constantine, en Algérie pendant la période coloniale, par différents hommes politiques, dont les plus connus sont les deux discours de de Gaulle.
- le discours de Constantine d'Albert Sarraut, ministre de l'Intérieur du gouvernement Poincaré, du 23 avril 1927, qui considérait le colonialisme comme un « enrichissement universel »[1].
- le premier discours de Constantine de de Gaulle, prononcé le 12 décembre 1943, alors qu'il est le chef du gouvernement provisoire, annonce l'octroi de la citoyenneté française à plusieurs dizaines de milliers de musulmans (60 000) et promet des réformes.
- le second discours de Constantine de de Gaulle, le 3 octobre 1958, trace les grandes lignes de la politique que de Gaulle compte appliquer en Algérie à son retour au pouvoir.

## Discours d'Albert Sarraut du 22 avril 1927
Alors ministre de l'intérieur, Albert Sarraut s’exclame le 22 avril 1927 à Constantine :  « Le communisme, voilà l’ennemi ! ». Les Communistes sont dénoncés, au nom de la défense de l’Empire colonial, comme portant atteinte à la sécurité de l’État.

## Discours de Constantine de de Gaulle du 12 décembre 1943
Le 12 décembre 1943, Charles de Gaulle évoque dans un discours prononcé place de la Brèche à Constantine la possible l'égalité des droits et des devoirs entre les citoyens Français et les Français musulmans d'Algérie : 
« Quelle occasion meilleure pourrais-je trouver d'annoncer que le gouvernement, après un examen approfondi de ce qui est souhaitable et de ce qui est actuellement possible, vient de prendre, à l'égard de l'Algérie, d'importantes résolutions ? Le Comité de la libération a décidé, d'abord, d'attribuer immédiatement à plusieurs dizaines de milliers de Français musulmans leurs droits entiers de citoyens, sans admettre que l'exercice de ces droits puisse être empêché ni limité, par des objections fondées sur le statut personnel. En même temps va être augmentée la proportion des Musulmans français d’Algérie dans les diverses assemblées qui traitent des intérêts locaux. »,
Ce discours s'inscrit dans la continuité de la conférence de Brazzaville. De Gaulle promet de renouveler les relations de la France avec ses sujets coloniaux, dont la France Libre est dépendante pour s'opposer à la France de Vichy en métropole.[réf. souhaitée]

## Discours de Constantine de de Gaulle du 3 octobre 1958
En pleine guerre d'Algérie, Charles de Gaulle annonce depuis la Préfecture de Constantine, le lancement d'un plan de développement économique et social de l'Algérie, dit plan de Constantine. En trois ans, le rythme des mises en chantier de logements est multiplié par trois. La scolarisation des enfants musulmans est triplée et ceux du secondaire progressent d'un tiers. Mais les déclarations du Chef de l'État du 16 septembre 1959 affichent un retournement de politique brisant l'élan tardivement donné : la guerre et les enlèvements de civils sèment la panique et la fin de l'élan tardivement donné.
« C'est la transformation profonde de ce pays, si courageux, si vivant, mais aussi si difficile et souffrant, qu'il faut réaliser. Cela veut dire qu'il est nécessaire que les conditions de vie de chacun et de chacune s'améliorent de jour en jour ; cela veut dire que pour les habitants les ressources du sol, la valeur des élites, doivent être mises au jour et développées ; cela veut dire que les enfants doivent être instruits ; cela veut dire que l'Algérie tout entière doit avoir sa part de ce que la civilisation moderne peut et doit apporter aux hommes de bien-être et de dignité » 